# Рамсла
Рамсла (нім. Ramsla) — громада в Німеччині, розташована в землі Тюрингія. Входить до складу району Ваймарер-Ланд. Складова частина об'єднання громад Нордкрайс-Ваймар.
Площа — 4,04 км2. Населення становить Невірний параметр metadata 16 071 076 ос. (станом на 31 грудня 2021).

## Галерея

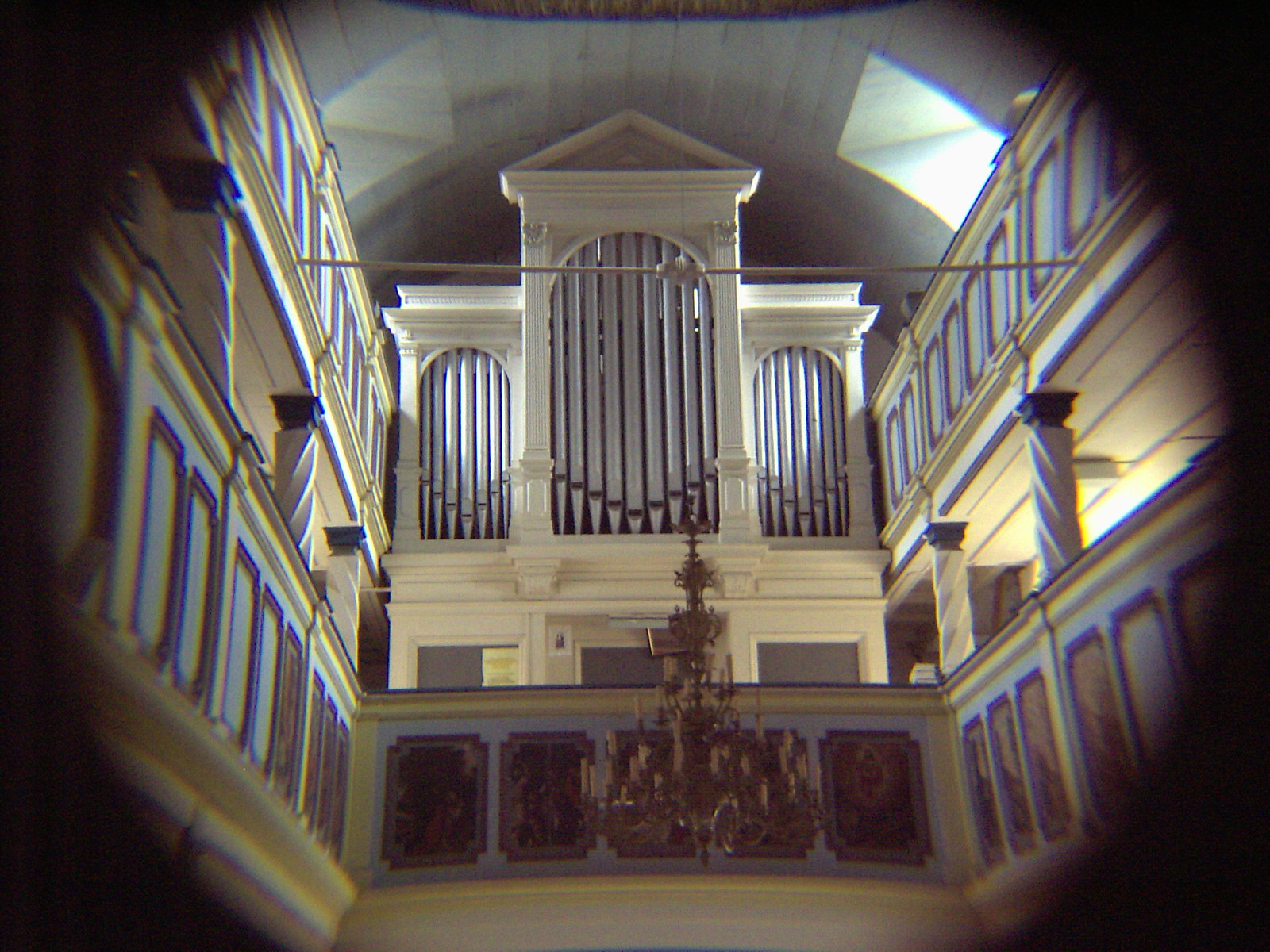